# Ciudad Real
Ciudad Real (spanskt uttal: [θjuˈðað reˈal]) är en stad och kommun i den autonoma regionen Kastilien-La Mancha i centrala Spanien. Staden ligger cirka 160 kilometer söder om Madrid. Ciudad Real är huvudort i provinsen med samma namn. Kommunen har 75 909 invånare (2024), på en yta av 285,15 km².
Felsatsningen Ciudad Reals flygplats öppnades för trafik 2010 och stängdes 2012, på grund av för få passagerare.

## Sport
Handbollslaget BM Ciudad Real var baserade här. Quijote Arena var deras hemmahall i staden.

## Kända personer från Ciudad Real
- Manuel Marín, politiker
- José Villaverde Fernández, komediförfattare